# Бибиков, Михаил Юрьевич
Михаил Юрьевич Бибиков (1 апреля 1990) — российский биатлонист, призёр чемпионата России. Мастер спорта России.

## Биография
В детстве занимался лыжными гонками под руководством отца, в юношеском возрасте перешёл в биатлон. Воспитанник ДЮСШ г. Глазова и РСДЮСШОР г. Ижевска. С середины 2010-х годов выступает за Санкт-Петербург. Первый тренер — Анатолий Леонидович Богданов, тренеры — Д. А. Кучеров, А. В. Мерзляков, Константин Сергеевич Широких.
В 2009 году стал бронзовым призёром первенства России среди старших юношей в гонке преследования, чемпион России по летнему биатлону среди юниоров в эстафете. Входил в расширенный состав молодёжной сборной России, но в крупных международных соревнованиях не участвовал.
На чемпионате России 2017 года стал бронзовым призёром в командной гонке в составе сборной Санкт-Петербурга.
Призёр этапа Кубка России в эстафете, бронзовый призёр чемпионата Вооружённых сил России 2016 года в спринте.